# 刘正东 (政治人物)
刘正东（1958年9月—），男，汉族，四川峨边人，中华人民共和国政治人物，中国共产党党员，第十一届全国人民代表大会广西地区代表。

## 生平
刘正东毕业于中共中央党校科学社会主义专业。2006年1月至2008年2月，任广西百色市委副书记、市长。2008年2月至2011年8月，任广西百色市委书记、市人大常委会主任。2008年起担任全国人大代表。2011年8月至2014年1月，任广西防城港市委书记、市人大常委会主任、广西东兴国家重点开发开放试验区工委书记。2014年1月当选广西壮族自治区政协副主席，2015年兼任广西大学党委书记，2021年不再兼任。2022年1月，辞去自治区政协副主席职务。